# Quartier général australien des forces armées opérationnelles

Le quartier général australien des forces armées opérationnelles (Australian Headquarters Joint Operations Command ou HQJOC) est le siège de la Force de défense australienne (ADF) responsable du commandement et du contrôle des opérations armées australiennes dans le monde. Il a été formé à partir du "quartier général du théâtre armé australien" (Headquarters Australian Theatre ou HQAST) en 2004 pour tenir compte de l'évolution de la structure interne de l'armée australienne et de la nécessité de créer un quartier général commun pour les différentes armées. 

## Quartier général du théâtre armé australien
Le HQAST a été le premier quartier général conjoint des forces armées australiennes et fut créé en 1996. Auparavant, l'armée australienne était supervisée par le commandement environnemental de chaque armée qui avait son propre quartier général: quartier général de la Marine (MHQ) à Garden Island à Potts Point, quartier général de l'Armée de terre (LHQ) à la caserne Victoria, dans le quartier de Paddington à Sydney et le quartier général de l'Armée de l'air (HQAC) à la base aérienne de Glenbrook à l'ouest de Sydney, au pied des Montagnes Bleues. Quand l'HQAST fut créée en 1996, il était prévu de fournir à la l'armée un seul siège pour le commandement de l'ensemble des forces des trois services lors des déploiements opérationnels. Les trois services conservaient la responsabilité du recrutement, de la formation et du maintien de leurs forces, mais ils voyaient ensuite leurs forces attribuées au commandant du théâtre armé australien (COMAST) pour la durée des déploiements opérationnels.

## Quartier général australien des forces armées opérationnelles
Le concept de regroupement des états-majors avança un peu plus loin avec la création du Quartier général australien des forces armées opérationnelles en 2004. Le siège resta dans les mêmes locaux provisoires dans le quartier de Potts Point à Sydney, mais son commandant fut appelé commandant des opérations conjointes (Chief of Joint Operations ou CJOPS) et son rang fut porté de brigadier au major-général. Au lieu de créer un nouveau major-général, le vice-chef du ministère de la défense (Vice Chief of the Defence Force ou VCDF) a eu d'abord la double casquette de VCDF et CJOPS. Les commandements environnementaux et un certain nombre d'autres commandements opérationnels des forces de la défense australienne ont été intégrés dans les "composants" du HQJOC. Ceci signifiait, par exemple, que, en plus d'être responsable du recrutement, de la formation et de l'entretien de forces terrestres, le commandant en chef des forces armées de terre fut également chargé du commandement de la composante terrestre (Land Component Commander ou LCC) du HQJOC et devint responsable de CJOPS pour une série de questions opérationnelles. 

### HQJOC(T)
Après un examen approfondi du commandement de 'ADF par le major-général Dick Wilson en 2005 (rapport connu sous le nom de "Rapport Wilson"), le HQJOC a été restructuré et ses effectifs multipliés par près de cinq en janvier 2007. Il a été officiellement désigné comme "HQJOC (de transition)" pour une période de deux ans (2007-2008), en attendant la construction de nouveaux bâtiments entre Bungendore et Queanbeyan à l'est de Canberra. Les changements les plus importants de l'organisation du siège ont été la permanence du centre conjoint de contrôle, la création de cinq majors-généraux pour les cinq branches de l'organisation, l'expansion et la ré-implantation de la direction des plans dans une installation temporaire dans le quartier de Fairbairn, à Canberra. La direction générale des opérations est restée à Potts Point et les autres branches (soutien, renseignement et centre des opérations aériennes) ont été réparties soit à l'intérieur de la zone des Russell Offices, soit ventilées entre ces trois endroits. 
En septembre 2007, le ministre de la Défense a annoncé qu'un nouveau poste de lieutenant-général avait été créé pour le CJOPS. Le VCDF se voyait confier les questions stratégiques. 